# The Smiths

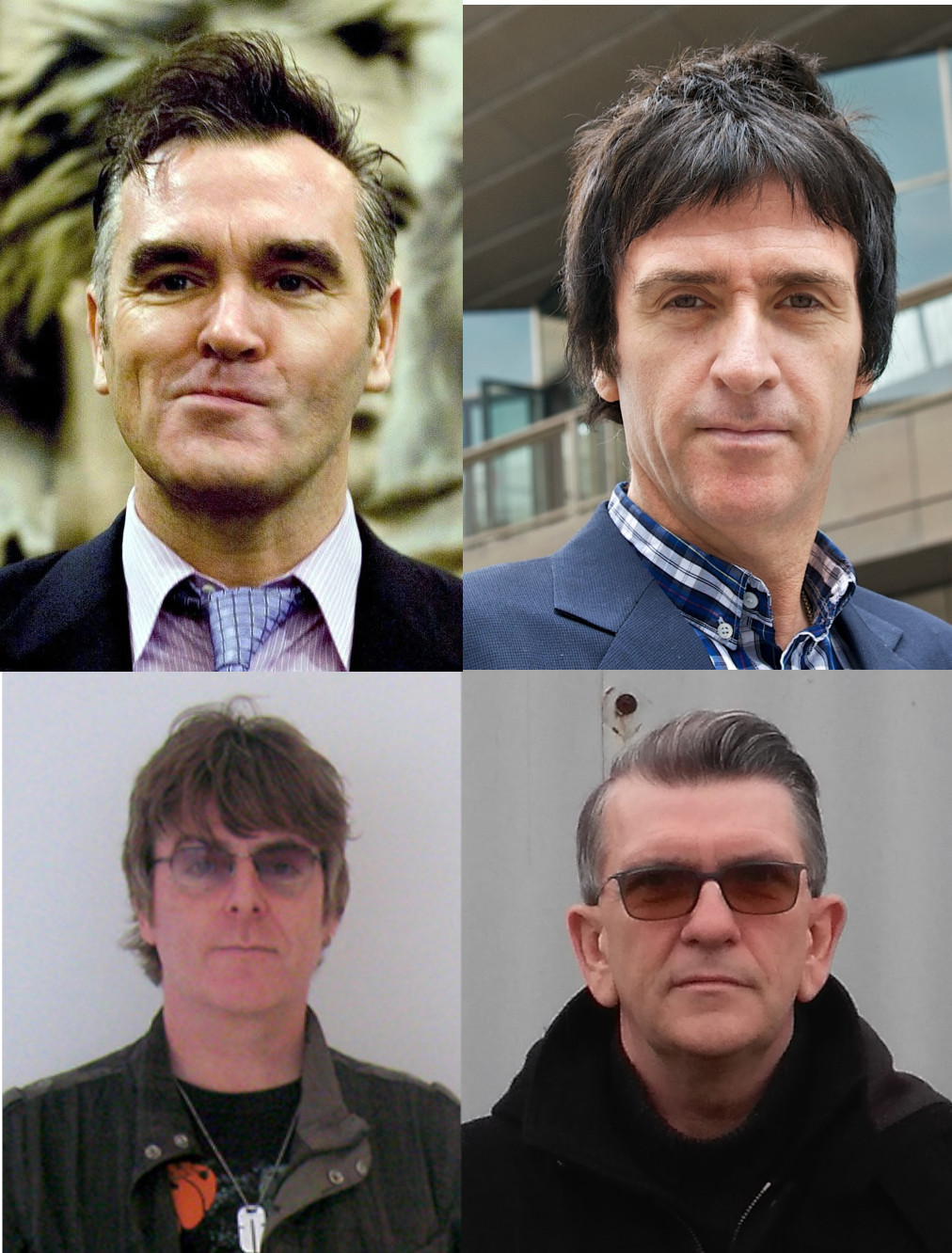
Morrissey, Johnny Marr, Andy Rourke & Mike Joyce

The Smiths là một ban nhạc rock người Anh thành lập tại Manchester vào năm 1982. Đội hình của ban gồm có giọng ca chính Morrissey, cây guitar Johnny Marr, cây bass Andy Rourke và tay trống Mike Joyce. Giới phê bình xem ban nhạc là một trong những đại diện quan trọng nhất nổi lên từ làn sóng nhạc indie ở Anh vào thập niên 1980. Mâu thuẫn nội bộ là nguyên nhân làm cho nhóm tan rã vào năm 1987, kể cả những lời đề xuất tái hợp sau này cũng bị khước từ. Năm 2012, cả bốn album của The Smiths (và một album biên tập) đều góp mặt trong danh sách "500 album xuất sắc nhất mọi thời đại của tạp chí Rolling Stone, còn 2 ca khúc "William, It Was Really Nothing" và "How Soon Is Now?" cũng nằm trong danh sách "500 bài hát hay nhất mọi thời đại" của cùng tạp chí trên.
Dựa trên sự phối hợp sáng tác của Morrissey và Marr, nhạc của The Smiths chú trọng vào tiếng guitar, bass và trống; kèm theo đó là pha trộn nhạc rock ở thập niên 1960 và post-punk – phong cách này đối nghịch với dòng dance-pop lấy tiếng synthesiser làm trung tâm đang thịnh hành lúc bấy giờ. Cây guitar Rickenbacker mà Marr sử dụng sở hữu âm thanh gợi nhớ đến tiếng đàn của Roger McGuinn từ nhóm The Byrds. Phần lời ca đặc sắc mà phức tạp của Morrissey là sự tổng hòa của nhiều chủ đề đời thường, cùng với đó là những câu hát hài hước châm biếm sâu cay.
Trong suốt sự nghiệp, The Smiths đã ký hợp đồng với hãng đĩa indie Rough Trade Records. Một số đĩa đơn của Smiths đã lọt vào top 20 của UK Singles Chart, trong khi cả bốn album thì lọt vào top 5 của UK Albums Chart, nổi bật hơn cả album quán quân Meat Is Murder (1985). Nhóm đã gặt hái thành công ở mức phổ thông trên bình diện châu Âu với The Queen Is Dead (1986) và Strangeways, Here We Come (1987); cả hai nhạc phẩm đều có mặt trong top 20 của European Albums Chart. Kể cả album nhạc sống Rank (1988) cũng chen chân vào top 10 tại châu Âu.

## Thành viên
Đội hình chính
- Morrissey – hát chính (1982–1987)
- Johnny Marr – guitar, piano, harmonica, keyboard (1982–1987); hát đệm (1982–1983)
- Andy Rourke – bass (1982–1986, 1986–1987)
- Mike Joyce – trống (1982–1987)

Thành viên khác
- Steven Pomfret – guitar (1982)
- Dale Hibbert – bass (1982)
- Craig Gannon – bass (1986); guitar (1986)
- Ivor Perry – guitars (1987)

## Danh sách đĩa nhạc
- The Smiths (1984)
- Meat Is Murder (1985)
- The Queen Is Dead (1986)
- Strangeways, Here We Come (1987)

### Tư liệu
- David Bret. Morrissey: Scandal and Passion (Robson 2004; ISBN 1-86105-787-3; covers both Smiths and Morrissey's solo career)
- Simon Goddard. The Smiths: Songs That Saved Your Life (Reynolds and Hearn 2002, 2004²; ISBN 1-903111-47-1, ISBN 1-905287-14-3)
- Mick Middles. The Smiths: The Complete Story (Omnibus 1985, 1988²)
- Johnny Rogan. Morrissey and Marr: The Severed Alliance (Omnibus 1992, 1993²; ISBN 0-7119-3000-7)
- Mark Simpson. Saint Morrissey (SAF, 2003, 2006, 978-0946719754)
- Marc Spitz. How Soon Is Never (Three Rivers Press, 2003; ISBN 978-0-609-81040-8)